# Apatema impunctella
Apatema impunctella is een vlinder uit de familie dominomotten (Autostichidae). De wetenschappelijke naam is voor het eerst geldig gepubliceerd in 1940 door Amsel.
Deze vlinder komt voor in Europa.